# USSD

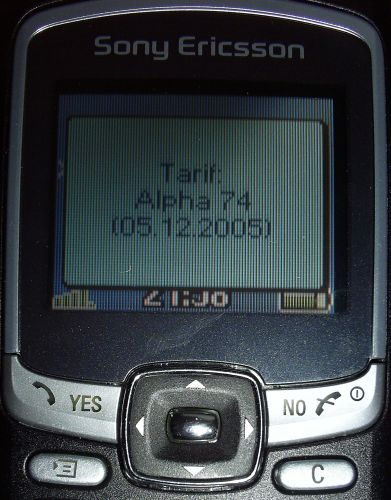
USSD op een Sony Ericsson-mobiele telefoon

USSD is een techniek in de GSM-telefonie om direct ongestructureerde data naar een telefoon te kunnen versturen. USSD is een afkorting die staat voor Unstructured Supplementary Service Data.
Een USSD code begint met een * en eindigt met een #. De lengte van een USSD bericht kan tot 182 karakters lang zijn. In tegenstelling tot SMS-berichten, wordt er door een USSD bericht een real-time connectie opgebouwd die open blijft staan totdat de response is ontvangen. Daarmee is USSD meer interactief dan SMS.

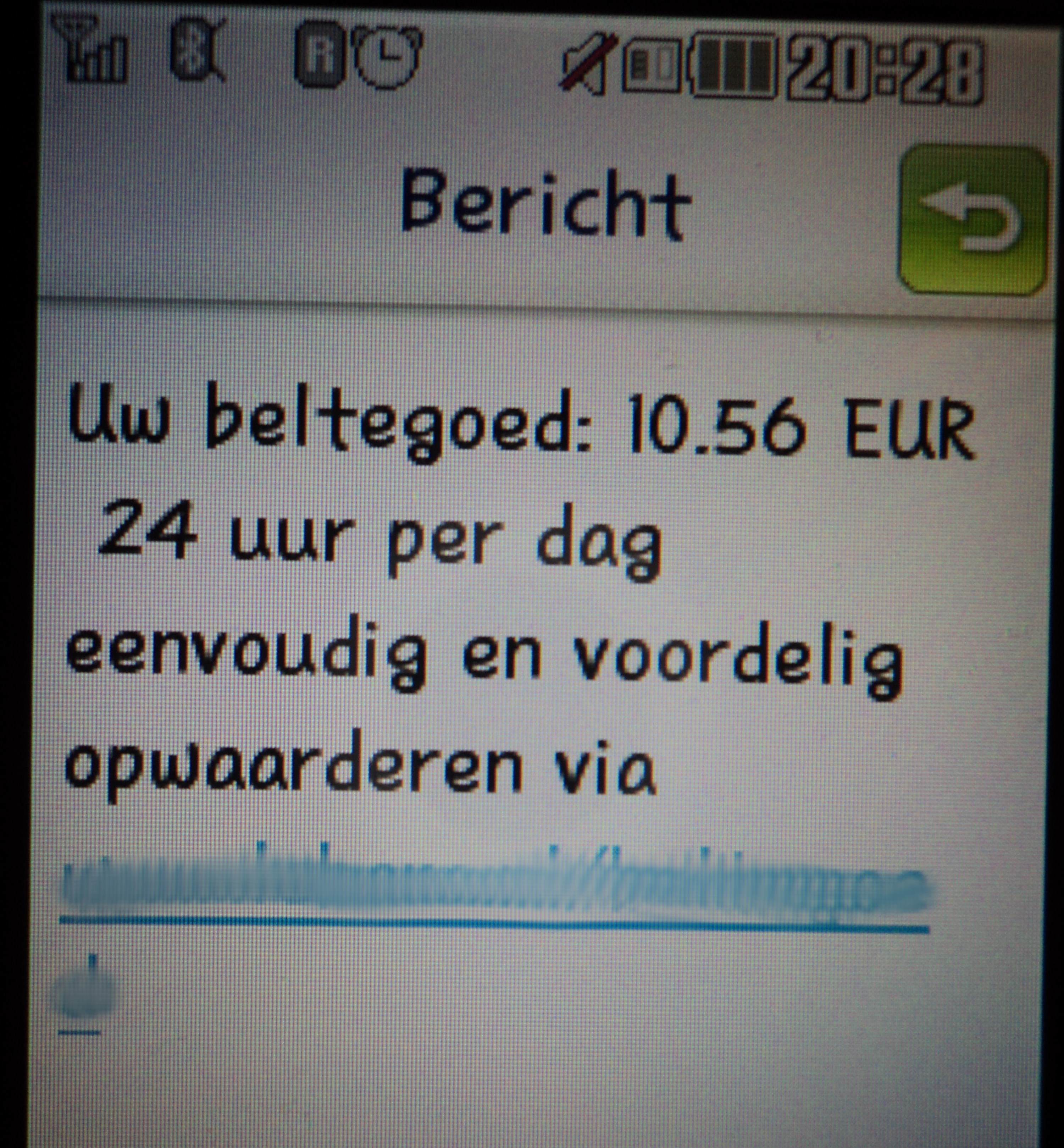
Het bericht na het bellen van *100#

## Voorbeelden
Voorbeelden zijn:
- *100#
- *101#
- *102#